# 考西 (新墨西哥州)
考西（英語：Causey）是位於美國新墨西哥州羅斯福縣的村。

## 人口
根據2020年美國人口普查的數據，考西的面積為9.71平方千米，當中陸地面積為9.70平方千米，而水域面積為0.01平方千米。當地共有人口68人，而人口密度為每平方千米7人。